# Iphigenia Bay

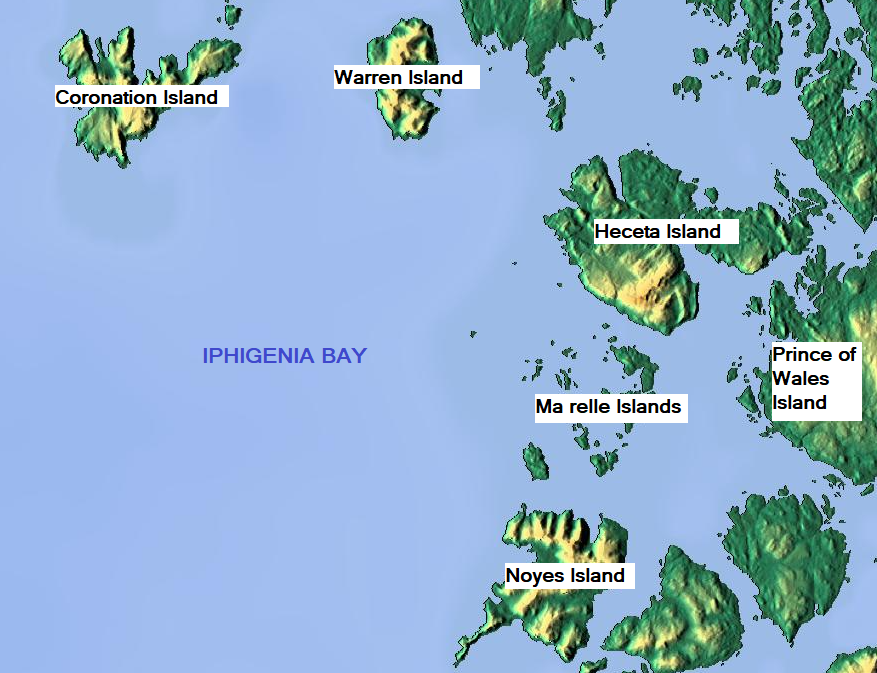
Iphigenia Bay op de kaart tussen de eilanden

Iphigenia Bay is een baai in de Alexanderarchipel in de Alaska Panhandle in het zuidoosten van Alaska in de Verenigde Staten.

## Geografie
De baai heeft een breedte van 50 kilometer en sluit in het zuidwesten direct aan op de Golf van Alaska. De baai is omgeven door verschillende eilanden en staat in verbinding met verschillende zeestraten. Ten noordwesten ligt het Coronation Island, ten noorden Warren Island, ten noordoosten Kosciusko Island en Heceta Island en ten zuidoosten de Maurelle Islands en Noyes Island. De baai sluit in het noorden aan op Sumner Strait, in het noordoosten op Warren Channel en de Davidson Inlet, in het oosten op Bocas De Finas en in het zuidoosten op de Arriaga Passage.
Het waterlichaam ligt in de mariene ecoregio Noord-Amerikaans Pacifisch Fjordland.

## Geschiedenis
De baai kreeg haar naam toegekend in 1867 door de geograaf George Davidson, een werknemer van de United States National Geodetic Survey, en werd vernoemd naar het schip "Iphigenia Nubiana", onder bevel van kapitein William Douglas in 1788.